# Борне (Штасфурт)
Борне (њем. Borne) општина је у њемачкој савезној држави Саксонија-Анхалт. Једно је од 21 општинског средишта округа Салцланд. Према процјени из 2010. у општини је живјело 1.332 становника. Посједује регионалну шифру (AGS) 15089045.

## Географски и демографски подаци
Борне се налази у савезној држави Саксонија-Анхалт у округу Салцланд. Општина се налази на надморској висини од 90 метара. Површина општине износи 15,3 km². У самом мјесту је, према процјени из 2010. године, живјело 1.332 становника. Просјечна густина становништва износи 87 становника/km².